# Союшкін Богдан Станіславович
Богдан Станіславович Союшкін — український військовослужбовець, полковник Збройних сил України, учасник російсько-української війни. Лицар ордена Богдана Хмельницького II та III ступенів.

## Життєпис
Від 20 липня 2014 року виконував обов'язки начальника групи управління ракетних військ і артилерії сектору. 28 серпня 2014 року, під час проведення операції з надання термінової бойової допомоги суміжному бойовому підрозділу, який потрапив у засідку противника у с. Комісарівка на Луганщині полковник Богдан Союшкін виконував корегування нанесенням вогневого ураження російських окупантів, тим самим забезпечив прикриття евакуації поранених бійців Збройних сил України та Національної гвардії України.
У 2016 році — начальник відділу підготовки ракетних військ і артилерії управління ракетних військ і артилерії Командування Сухопутних військ Збройних Сил України.
Станом на 2020 рік — начальник ракетних військ і артилерії Операції об'єднаних сил.

## Нагороди
- орден Богдана Хмельницького II ступеня (9 квітня 2022) — за особисту мужність і самовіддані дії, виявлені у захисті державного суверенітету та територіальної цілісності України, вірність військовій присязі[5];
- орден Богдана Хмельницького III ступеня (12 жовтня 2021) — за вагомий особистий внесок у зміцнення обороноздатності Української держави, мужність і самовідданість, виявлені під час бойових дій, високий професіоналізм та зразкове виконання службових обов'язків[6];
- медаль «За бездоганну службу» III ступеня (25 квітня 2016) — за особисту мужність і високий професіоналізм, виявлені у захисті державного суверенітету та територіальної цілісності України, вірність військовій присязі[7].